# Неот
Неот (ум. предполож. в 870-е годы) — воин, ризничий, святой. День памяти — 31 июля и в последнее воскресенье июля в Сент Неоте.

## Жизнь
Святой Неот родился в саксонские времена и прожил в Корнуолле монахом большую часть своей жизни. Он упоминается в составленном епископом Ассером жизнеописании короля Альфреда.
Неот, по-видимому, начал свою взрослую жизнь в качестве воина, а затем отказался от такой жизни в пользу жизни в монастыре. Он служил в качестве ризничего в монастыре Гластонбери, но позже жил в Корнуолле, сначала один, потом с растущей группой других монахов возле Бодмин-Мур. О нём особо вспоминают в связи с его заботой о бедных.
Корнуолльское село Сент-Неот и город Сент-Неотс, Кембриджшир, названы его именем.
Два из пятнадцати витражей в церкви св. Неота в Корнуолле изображают святого, один из них состоит из сцен из жизни святого.
Мощи св. Неота были сохранены и впоследствии перенесены в средневековый монастырь в Сент Неотс на реке Грейт Уз неподалёку от Бедфорда. Однако, согласно некоторым сведениям, разгневанные корневильцы вернули их на место.
По другому преданию св. мощи сохранялись в монастыре долгое время и были утрачены при Генрихе VIII во время секуляризации монастырей.